# Ladies Special Train
Ladies Special Train ist ein Angebot der Indian Railways im ÖPNV einiger indischer Metropolregionen. Es handelt sich um Züge oder einzelne Fahrzeuge in Zügen, die ausschließlich von Frauen benutzt werden dürfen.
Dieses Angebot besteht z. B. in den Großräumen Delhi oder Mumbai (seit 1992) in Regionalzügen, allerdings nicht auf allen Linien. Auslöser waren zahlreiche sexuelle Belästigungen in den gegenüber der offiziell zugelassenen Kapazität bis zu dreifach überfüllten Nahverkehrszügen. Angeboten werden Ladies Special Trains in beiden Geschwindigkeits-Kategorien der Regionalzüge, sowohl Slow (hält an allen Stationen) als auch Semi-Fast (hält nur an ausgesuchten Stationen). Außer den kompletten Ladies Special Trains gibt es noch eine reduzierte Variante: die Semi-Ladies Special Trains. Hierbei handelt es sich um Züge, die zwar allen zugänglich sind, aber einige ausschließlich für Frauen reservierte Frauenwaggons führen. An den Bahnsteigen sind die Stellen markiert, an denen die entsprechenden Wagen halten.